# نظربازی

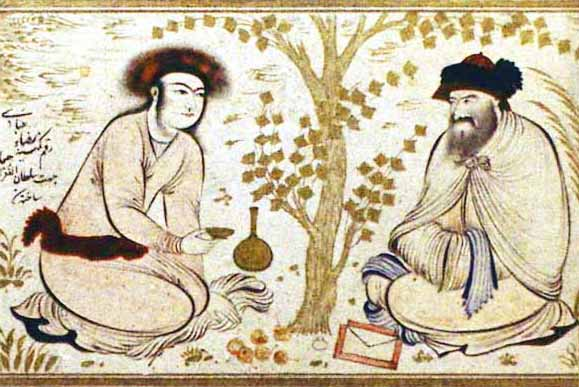
شاهزاده و درویش، اثر رضا عباسی، سدهٔ یازدهم ه. ق

نظربازی اصطلاحی است بین صوفیان به دو معنی: 
۱- نگریستن به چهره زیبارویان که پاره‌ای از مشایخ حسن زیبارویان را آینه جمال حق میشمردند. از این رو زیباپرست و نظرباز بودند. حافظ گوید:
| در نظر بازی ما بی‌خبران حیرانند |  | من چنینم که نمودم دگر ایشان دانند |

۲- نظر بازی را به معنی رد و بدل کردن نظر میان عاشق و معشوق به کار می‌بردند. حافظ گوید:
| کمال دلبری و حسن در نظربازی است |  | به شیوه نشر از نادران دوران باش |

اصطلاحات مربوط به نظربازی به طور گسترده‌ای در ادبیات فارسی بازتاب یافته‌است. نظربازی آداب و رسوم و روش‌ها و فنونی برای خود داشته به طوری‌که حافظ آن را علم نظر نامیده. 
| از بتان «آن» طلب ار طالب حسنی ای دوست |  | این کسی گفت که در «علم نظر» بینا بود |

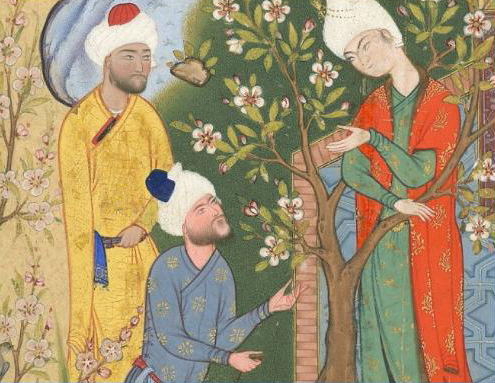
جوان و دو عاشق، تصویری از یک نسخهٔ مصور هفت اورنگ جامی، سدهٔ دهم ه. ق

نظربازی مخالفینی نیز داشته از پرشورترین آن‌ها ابن جوزی (مرگ ۵۹۷ ه. ق) است که در کتاب «ذم‌الهوی» و بخش‌هایی از کتاب «تلبیس ابلیس» به بیان انتقادات و مخالفت‌های خود با نظربازی می‌پردازد. وی می‌نویسد که ابن طاهر مقدسی کتابی در دفاع از نظربازی نوشته بوده‌است. 
اشاعره نظربازی را این‌گونه توجیه می‌کرده‌اند که مشاهدهٔ زیبایی همان مشاهدهٔ حق یا تمرینی برای مشاهدهٔ جمال حق است.  یا حدیث مشهور دیگری به مضمون «نیکی [یا نیازهای خود] را نزد خوبرویان بجوئید».